# 西北分區
國家冰球聯盟西北分區是联盟历史上的一个分区，存在于1998到2013年。

## 历史
该分区成立於1998-1999年度賽季，所有隊伍都是從太平洋分區調入。當時隸屬西北分區的球隊分別是：
- 卡加利火焰隊
- 科羅拉多雪崩隊
- 愛民頓油人隊
- 溫哥華加人隊

2000-2001年度賽季，明尼蘇達荒野隊加入聯盟，撥歸西北分區。
到2013年時隸屬西北分區的球隊分別是：
- 卡加利火焰隊
- 科羅拉多雪崩隊
- 愛民頓油人隊
- 溫哥華加人隊
- 明尼蘇達荒野隊

## 分區冠軍
- 1999 - 科羅拉多雪崩隊
- 2000 - 科羅拉多雪崩隊
- 2001 - 科羅拉多雪崩隊
- 2002 - 科羅拉多雪崩隊
- 2003 - 科羅拉多雪崩隊
- 2004 - 溫哥華加人隊
- 2005 - 賽季取消
- 2006 - 卡加利火焰隊
- 2007 - 溫哥華加人隊
- 2008 - 明尼蘇達荒野
- 2009 - 溫哥華加人隊
- 2010 - 溫哥華加人隊
- 2011 - 溫哥華加人隊
- 2012 - 溫哥華加人隊
- 2013 - 溫哥華加人隊